# Tính bền vững (hệ cơ sở dữ liệu)
Trong hệ cơ sở dữ liệu, tính bền vững hay tính bền bỉ (tiếng Anh: durability) là tính chất trong ACID đảm bảo rằng giao dịch mà đã commit thì sẽ tồn tại mãi mãi. Ví dụ: nếu hệ thống đặt vé máy bay báo rằng đã đặt chỗ thành công thì chỗ ngồi đấy sẽ giữ nguyên trạng thái được đặt, ngay cả khi hệ thống bị crash đi nữa.
Tính bền vững có thể đạt được bằng cách chuyển bản ghi nhật trình của giao dịch vào bộ nhớ điện tĩnh trước khi ghi nhận commit.
Trong giao dịch phân tán, tất cả các server tham gia phải phối hợp trước khi commit được ghi nhận. Điều này thường được tiến hành bằng giao thức commit hai pha.
Nhiều hệ quản trị cơ sở dữ liệu thực hiện tính bền vững bằng cách ghi giao dịch vào nhật trình giao dịch, sau này có hỏng hóc xảy ra thì hệ thống có thể xử lý lại nhật trình để kiến lập lại trạng thái trước đó. Giao dịch phải được ghi vào nhật trình thì mới được coi là đã commit.